# Camerun Francès
El Camerun Francès fou un territori sota administració francesa de l'Àfrica Equatorial. Al esclatar la Primera Guerra Mundial, tropes franceses i britàniques van ocupar el Camerun Alemany que estava ocupat gairebé totalment al final del 1915; la darrera fortalesa es va rendir el febrer del 1916.

## Història
Després de la derrota d'Alemanya, el consell suprem aliat a París va concedir els dos estats ocupants el Camerun(7 de maig de 1919); Alemanya va renunciar als seus drets pel tractat de Versalles (28 de juny de 1919) i les dues potències es van repartir el territori per un acord el 4 de juliol de 1919. Els territoris cedits per França al Camerun Alemany el 1911 van ser reincorporats a l'Àfrica Equatorial Francesa i no van formar part del territori repartit. Una delimitació provisional de fronteres es va acordar el 1920. L'emirat de Dikwa fou incorporat al sultanat de Bornu i alguns emirats menors foren units a l'emirat de Yola o Adamawa.
El 1921 els dos territoris van quedar sota mandat de la Lliga de les Nacions sota l'administració de la Gran Bretanya i França. El Camerun Oriental o francès, dividit en dotze en 12 districtes (i capital a Yaoundé) i el Camerun occidental o britànic (administrat per Nigèria en part administrat per la regió del Nord de Nigèria i en part per la regió Oriental de Nigèria. El 1946 les Nacions Unides van substituir la Lliga de Nacions i el territori va esdevenir un fideïcomís.
El 23 de desembre de 1956, l'Assemblea Territorial del Camerun (francès: Assemblée Territorial d'Camerun, ATCAM) va ser reemplaçada per l'Assemblea Legislativa del Camerun (Assemblée Legislative de Camerun, ALCAM en francès) i es van programar eleccions parlamentàries. Els candidats van ser autoritzats a presentar-se en el seu propi nom. André-Marie Mbida i el seu equip (Cococam i afiliats) es va presentar a l'elecció. A l'ALCAM van crear el Grup Parlamentari dels Camerunesos Demòcrates compost per 21 membres amb Mbida com a líder. Mbida va demanar l'establiment de l'autonomia interna al territori del Camerun en fideïcomís de les Nacions Unides el Territori i sota administració francesa. El 16 d'abril de 1957, Camerun es va convertir en un Estat autònom. El 12 de maig de 1957, per 56 vots contra 10 vots i 4 abstencions, va ser nomenat primer President del Consell de Ministres. La seva negativa a acceptar una independència limitada i mediatitzada per França va portar a unes maniobres (virtualment un cop d'estat) de l'alt comissionat Ramadier que va pagar una elevada quantitat als diputats per votar contra Mbida; una vegada fet això van forçar la dimissió de Mbida el 18 de febrer de 1958 sent substituït per Ahmadu Ahidjo, un dels que s'havia venut als francesos sota el qual el país va accedir a la independència dins de la política neocolonial de França.

## Governants

### Comandament militar del Camerun
- 1914 Joseph Gauderique Aymerich
- 1914-1916 Charles Macpherson Dobell (cap quebequès de les forces aliades)

### Administradors militars francesos
- 1916 Joseph Gauderique Aymerich
- 1916 - 1919 Lucien Louis Fourneau (b. 1867 - d. 1930)

### Commissionats
- 1919 - 1923 Jules Gaston Henri Carde (interí fins al 7 de desembre de 1919)
- 1920 - 1921 Auguste François Bonnecarrère (suplent de Carde)
- 1923 Albéric Auguste Fournier (interi)
- 1923 - 1932 Théodore Paul Marchand (primera vegada)
- 1924 - 1925 Ernest Augustin Bleu (primera vegada, suplent de Marchand)
- 1926 Ernest Augustin Bleu (segona vegada, suplent de Marchand)
- 1929 Ernest Augustin Bleu (tercera vegada, suplent de Marchand)
- 1931 - 1932 Ernest Augustin Bleu (quarta vegada, suplent de Marchand)
- 1932 - 1934 Paul Auguste François Bonnecarrère (segona vegada, interí fins al 22 de setembre de 1932)
- 1934 - 1936 Jules Vincent Repiquet
- 1936 - 1937 Gaston Camille Guibet (interí)
- 1937 - 1938 Pierre François Boisson
- 1937 - 1938 Pierre Émile Aubert (suplent de Boisson)
- 1938 - 1940 Richard Edmond Maurice Édouard Brunot

### Governadors
- 1940 Jacques Philippe Leclerc de Hauteclocque
- 1940 - 1943 Pierre Charles Albert Cournarie
- 1943 - 1944 Hubert Eugène Paul Carras
- 1944 - 1946 Henri Pierre Nicolas
- 1946 Adrien Émile Amédée Léger (interí)

### Alts comissionats
- 1946 - 1947 Robert Delavignette
- 1947 Robert Casimir (primera vegada, interí)
- 1947 - 1949 René Hoffherr
- 1949 - 1950 Robert Casimir (segona vegada, interí)
- 1950 - 1954 Jean Louis Marie André Soucadoux
- 1954 - 1956 Roland Joanes Louis Pré
- 1956 - 1958 Pierre Messmer
- 1958 Jean Paul Ramadier
- 1958 - 1960 Xavier Antoine Torre

## Primers ministres
- 16 de maig de 1957 - 18 de febrer de 1958 André-Marie Mbida
- 18 de febrer de 1958 - 1 de gener de 1960 Ahmadou Babatoura Ahidjo